# Phalaenopsis amboinensis
Phalaenopsis amboinensis J.J.Sm., 1911  è una pianta della famiglia delle Orchidacee.

## Descrizione
È un'orchidea di piccole dimensioni che cresce epifita ed ha quattro foglie ellittiche oppure oblungo-ellittiche. La fioritura avviene nel tardo inverno o all'inizio della primavera con un'infiorescenza che aggetta lateralmente, lunga fino a 45 centimetri, incurvata, racemosa o paniculata, che porta molti fiori. questi sono piccoli, da 2 a 3 centimetri, gradevolmente profumati, cerosi e di colore che dal bianco al centro del fiore sfuma al giallo con variegature marroni sia su petali e sepali che sul labello.

## Distribuzione e habitat
La specie è originaria di Sulawesi e delle isole Molucche.
Cresce epifita nella foresta pluviale, a basse quote.

## Sinonimi
Polychilos amboinensis (J.J.Sm.) Shim, 1982

Phalaenopsis psilantha Schltr.,  1911

Phalaenopsis hombronii Finet, 1912

Phalaenopsis amboinensis var. flavida Christenson, 2001

Phalaenopsis amboinensis f. flavida (Christenson) O.Gruss & M.Wolff, 2007

## Coltivazione
Questa pianta richiede esposizione all'ombra, teme la luce del sole, ma esige temperature alte durante tutto l'anno.